# Essgeschirr

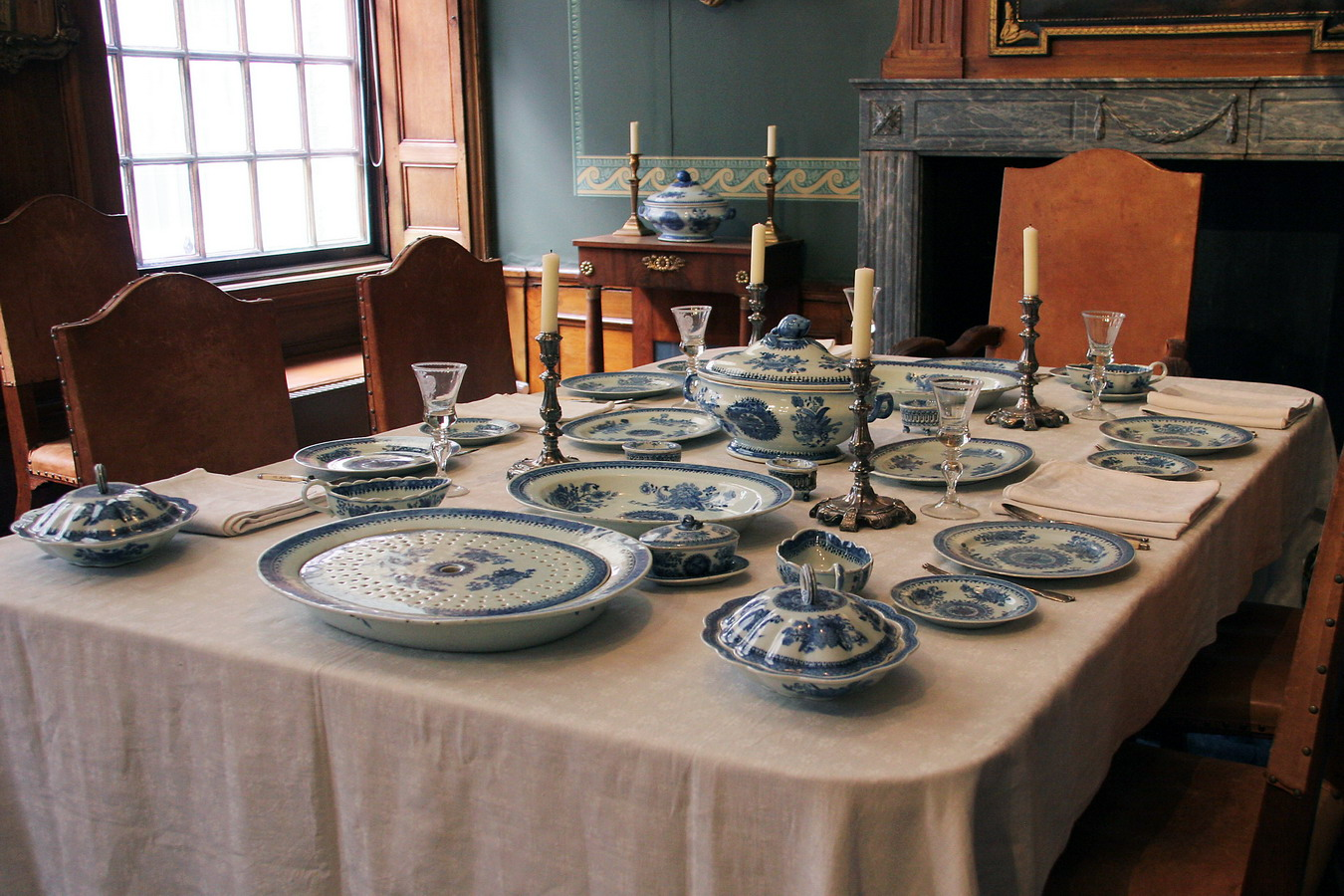
Gedeckter Esstisch für fünf Personen, dem Lebensstil einer gutbürgerlichen, friesischen Familie um 1900 nachempfunden

Essgeschirr (auch nur Geschirr) ist die Sammelbezeichnung für Gebrauchsgegenstände, in denen Mahlzeiten serviert werden, vor allem Teller, Tassen und Schüsseln, daher auch die Bezeichnung Service für dem Zweck und dem Material nach zusammengehörendes Essgeschirr. Man unterscheidet beim Essgeschirr grundsätzlich in Tafelservice, Kaffeeservice und Teeservice.  Das Essbesteck und die Trinkgläser zählen nicht zum Geschirr.
Essgeschirr kann aus verschiedenen Materialien gefertigt sein, heute sind vor allem Porzellan, Steinzeug, Steingut, Kunststoff, Holz und Glas üblich. Bei Naturvölkern finden und fanden auch Elfenbein und Horn, Geflechte aus Schilf, Palmblättern etc. Verwendung, sowie halbierte große Nuss-Schalen (z. B. Kokosnuss) oder Eier von großen Vögeln. In den Industriestaaten sind diese Materialien für Geschirr eher exotisch. Daneben wird heute z. B. für den Verzehr unterwegs auch Einweggeschirr aus Pappe, Aluminium, Kunststoff oder aufgeschäumtem Kunststoff verwendet, teilweise auch aus verzehrbaren (z. B. Waffeln) oder kompostierbaren, natürlichen Materialien wie Holz oder Blättern.

## Geschichte

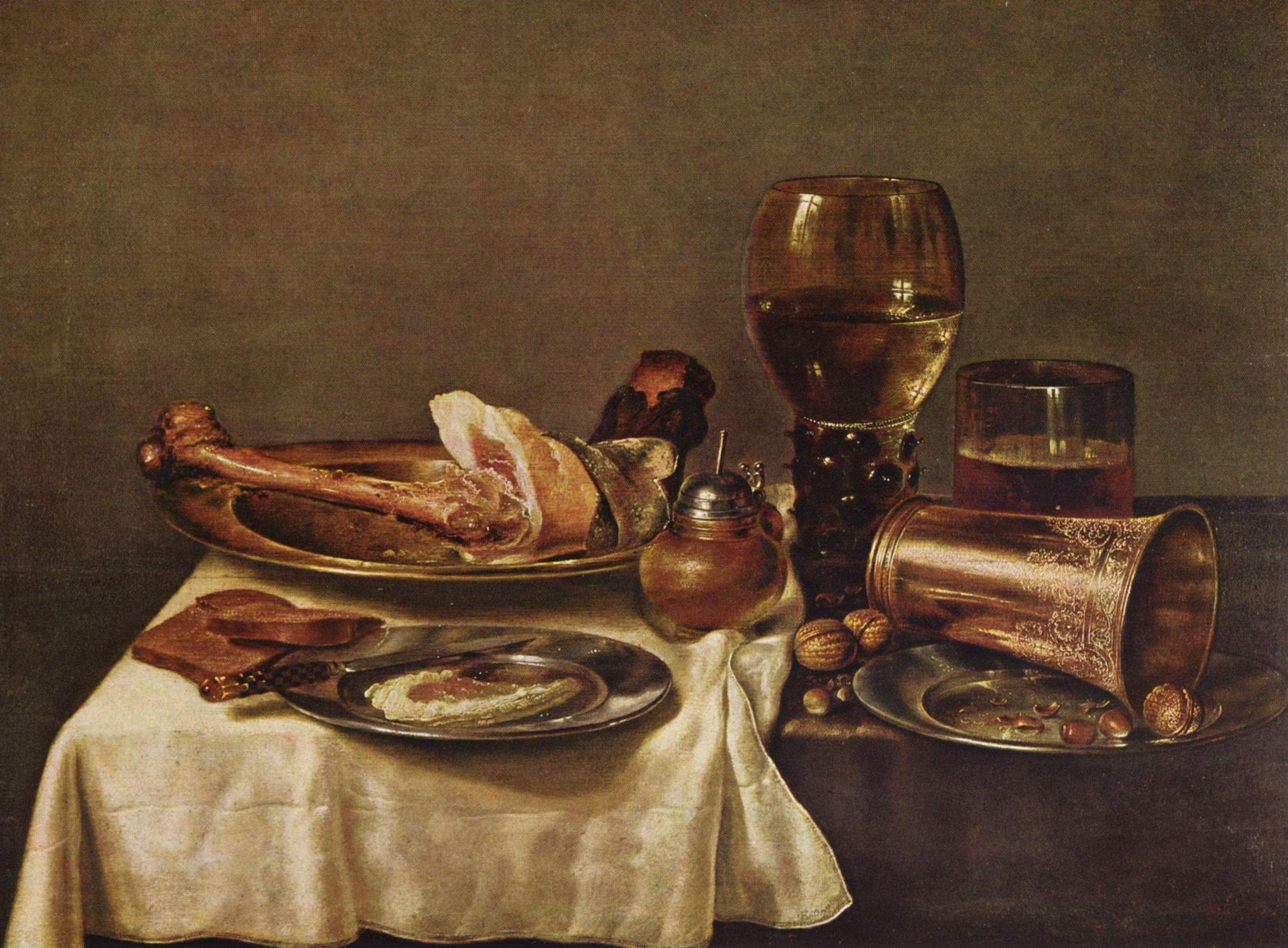
Stillleben von Willem Claesz. Heda, 1635

Trinkgefäße, Krüge und Schüsseln sind bereits in der Frühzeit der Menschheit verwendet worden. Teller in der heutigen Form mit einer Vertiefung in der Mitte werden in Europa dagegen erst seit dem 16. Jahrhundert benutzt, und zwar zunächst nur an adligen Höfen. Auch der Adel benutzte vorher als Unterlage für Speisen flache Essbrettchen aus Holz oder Platten aus Zinn. Aus den Schriften des Erasmus von Rotterdam geht hervor, dass sich auch in vornehmen Häusern meistens zwei Esser eine Speiseunterlage und auch das Trinkgefäß teilten.
Die Trinkbecher waren bis in die Neuzeit hinein meist aus Metall. Gegen Ende des Mittelalters bestand das gehobene Tafelgeschirr aus Servierplatten aus Zinn oder Silber, Essbrettchen, Gewürzbehältern und Trinkbechern. Das einfache Volk besaß oft auch keine Essbretter, sondern verwendete Brotscheiben als Speiseunterlage oder aß direkt aus dem Kochtopf oder einer gemeinsamen Schüssel. Heutzutage ist auch Geschirr aus Zuckerrohr und Palmblatt verbreitet und auch im Alltag wie gewohnt einsetzbar, da es sowohl ofen- als auch mikrowellengeeignet ist.

## Kaffee-, Tee- und Schokoladengeschirr

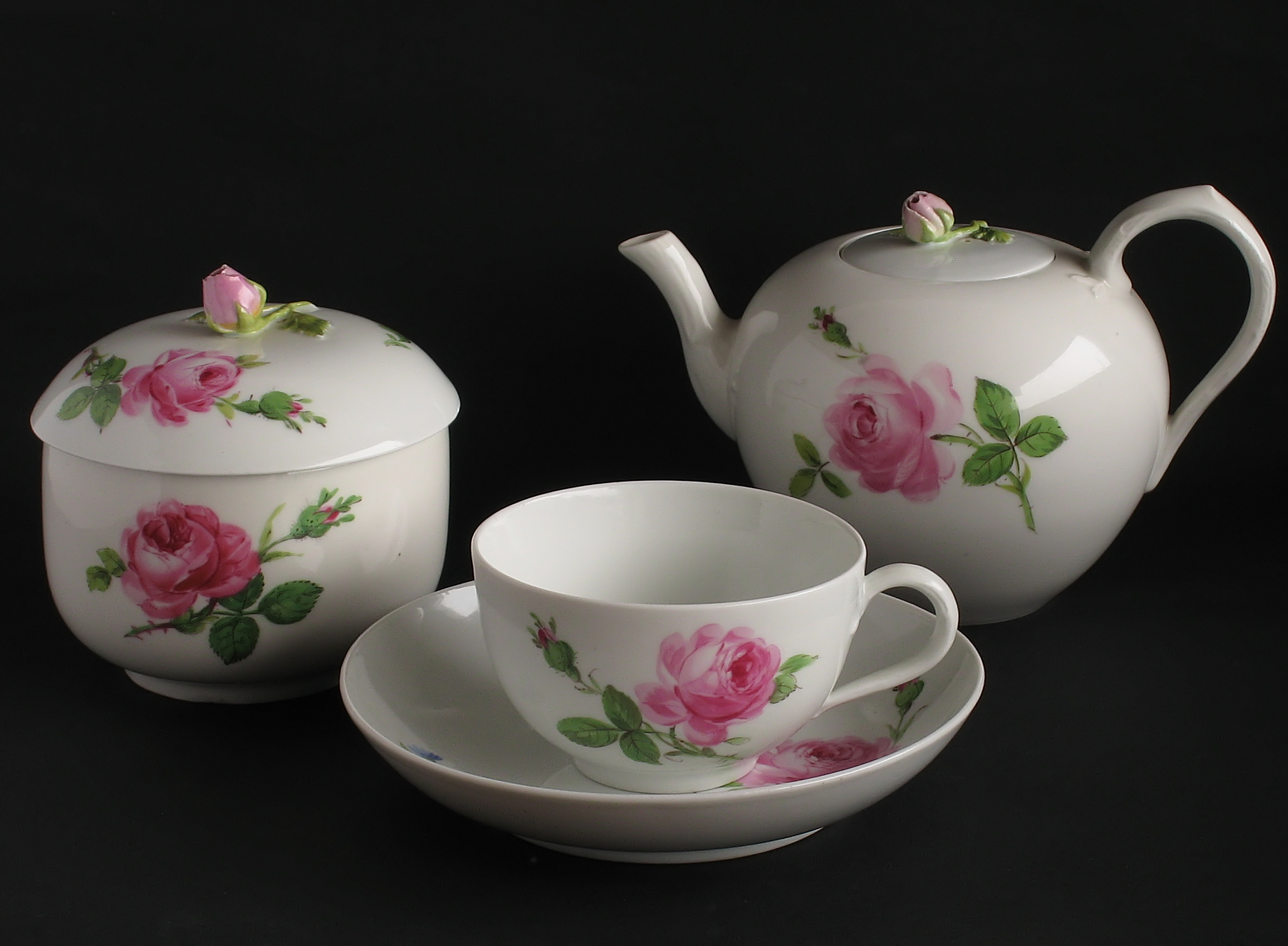
Teegeschirr der Manufaktur Meißner Porzellan, ausgeformt um 1900

Die in Europa damals neuen Heißgetränke Tee, Kaffee und Schokolade machten die Einführung anderer Trinkgefäße notwendig, denn die vorher üblichen Metallgefäße erwiesen sich als ungeeignet. Zum einen verfälschten sie den Geschmack, zum anderen konnte man sich durch die Wärmeleitung leicht den Mund und die Finger verbrennen. Daher wurden von den Adelshäusern aus China Trinkschalen aus Porzellan importiert, wie sie dort bereits benutzt wurden. Sie hatten keine Henkel und wurden auch Koppchen genannt. Da man sich auch daran die Finger verbrennen konnte, kamen in Europa Tassen mit Henkel auf, wobei sich im Laufe der Zeit unterschiedliche Formen für Tee, Kaffee und Schokolade entwickelten. 1708 entstand in Deutschland die erste eigene Fabrikationsstätte in Meißen, so dass man von China unabhängig wurde.
Schon im 18. Jahrhundert kamen zu den Tassen die Untertassen hinzu, die nicht nur „Unterteller“ waren, denn es war zu dieser Zeit in allen Schichten üblich, den heißen Kaffee aus der Untertasse zu trinken, damit er schneller abkühlte. Etwa zeitgleich mit den Tassen kamen auch die Kaffeekannen auf, die zunächst meist aus Metall hergestellt wurden, aus Silber, Zinn und Messing, auf dem Land auch aus emailliertem Blech. Diese Kannen konnten auf dem Herd warm gehalten werden. Adel und Bürgertum führten bald die Kanne aus Porzellan ein, die auf den Kaffeetisch gestellt wurde. Für den Alltag wurden im 18. Jahrhundert beheizbare Metallkannen entwickelt, die teilweise als Kaffeemaschine bezeichnet wurden. In Norddeutschland hießen sie auch Kranenkanne, da sie keine Ausgusstülle hatten, sondern kleine Hähne (Krane) oberhalb des Bodens. Zum Warmhalten wurden Metallgefäße mit glimmenden Kohlen darunter gestellt, ab 1900 gab es auch Modelle, die elektrisch betrieben wurden.
Das komplette Kaffeeservice bestand neben Kanne und Tassen noch aus Milchgießer und Zuckerdose. Arbeiter- und Bauernfamilien besaßen bis ins 20. Jahrhundert hinein dagegen kein besonderes Kaffeegeschirr.
Ein komplettes Teeservice bestand neben den auch beim Kaffeeservice genutzten Teilen Kanne, Tassen, Untertassen, Milchgießer und Zuckerdose auch aus der Spülkumme und der Teeurne.

## Service

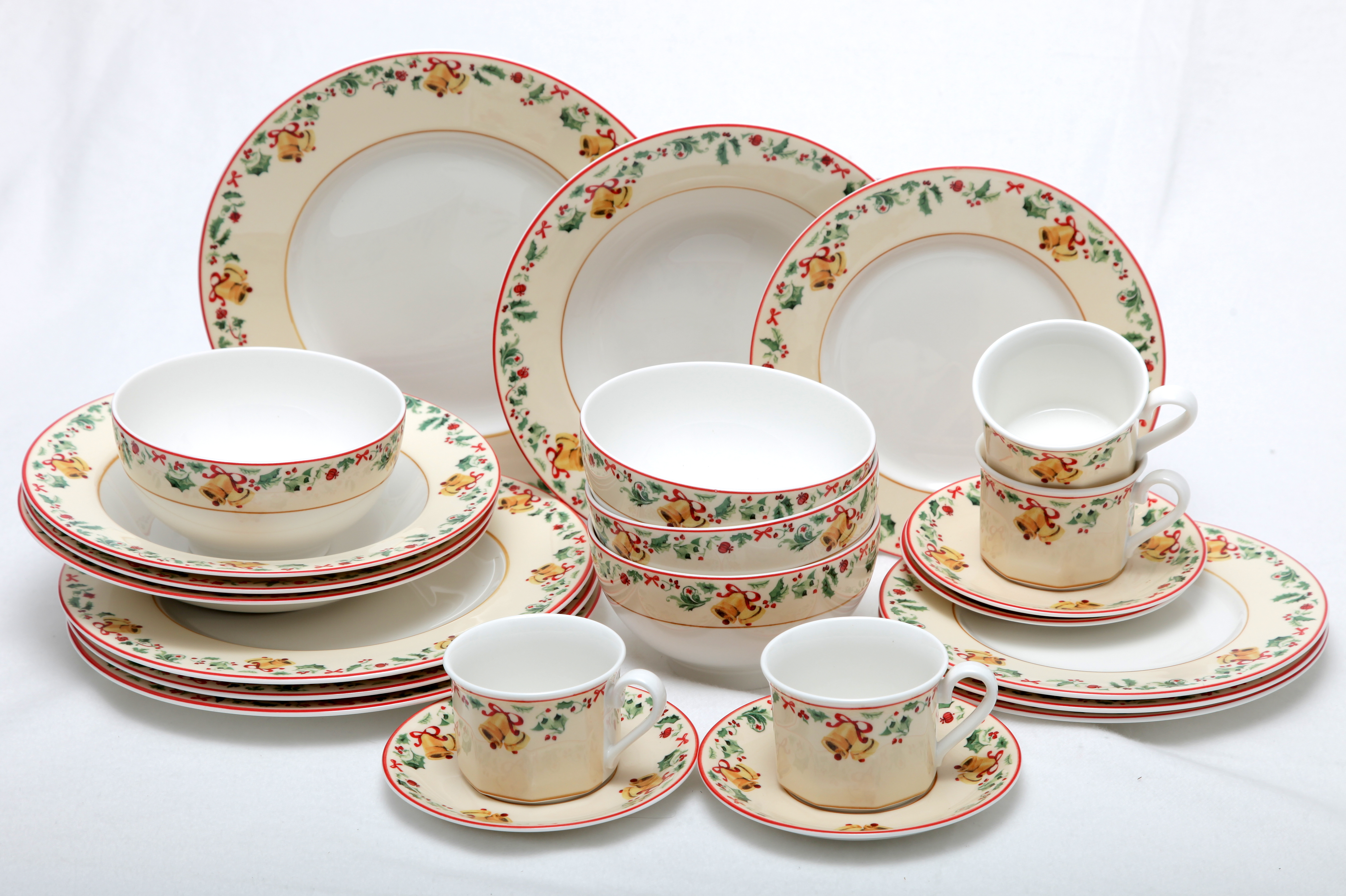
Kombiservice (Speise- und Kaffeeservice) für vier Personen

Ein komplettes Tafelgeschirr für mehrere Personen ist ein Satz zusammengehörender Geschirrteile mit einheitlicher Form und gleichen Mustern (Dekor). Es wird auch das Service genannt ([zɛʁˈviːs] bzw. [sɛʁˈviːs]), eigentlich französisch für Dienstleistung. Nach dem Hauptverwendungszweck werden unter anderem Tafel-, Kaffee-, Tee- oder Kombiservice unterschieden. Ursprünglich wurde ein Service nur zu festlichen Anlässen verwendet und war meist den reichen Oberschichten vorbehalten. Nach dem Material unterscheidet man in Silber- oder Goldservice, die nur den Fürsten in deren Palästen zur Verfügung standen, während Porzellan- und Fayanceservice den reichen Bürgern, und Zinnservice bei den Handwerkern und in den Gasthäusern vergangener Jahrhunderte üblich war.
Mit der Industrialisierung fand das Tafelgeschirr auch in bürgerliche Kreise Einzug und gehörte im 20. Jahrhundert zur Ausstattung der meisten Familienhaushalte in den industrialisierten Ländern. Im Handel erhältliche Sets enthalten meist komplette Gedecke für 2, 4, 6, 12 oder Vielfache von 12 Personen.
Ein Teeservice enthält Teetassen, bestehend aus Ober- und Untertasse, eine Teekanne mit Stövchen sowie Milchkännchen und Zuckerdose oder -streuer, die ggf. auf einer gemeinsamen Platte stehen. Als inklusives oder optionales Zubehör gibt es mitunter Teebeutelteller.
Ein Kaffeeservice enthält neben Kaffeetassen, Kaffeekanne, Milchkännchen auch Kuchenteller.
Die Bestandteile eines Mokkaservices ähneln dem Kaffeeservice, es hat aber kleinere Tassen. Daneben kann es in einer Kollektion auch weitere spezielle Tassen und Becher mit und ohne Henkel geben, die nicht als eigenes Service angeboten werden, z. B. Bols.
Im Frühstücksservice ist mindestens eine Art von Tassen, meist mit passender Kanne, enthalten, daneben Brot- oder Frühstücksteller, selten -brettchen, und häufig Eierbecher sowie manchmal Müslischalen und eine Butterdose. Zubehör wie Honig- und Marmeladentöpfe oder Pfeffer- und Salzstreuer gehören selten zum Service.
Ein Tafelservice enthält Terrinen, Saucieren, Schüsseln, flache und tiefe Teller, häufig auch einen Salat- oder Dessertteller u. a.
Ein Kombiservice fasst mindestens zwei andere Servicetypen zusammen, häufig ein Speise- und ein Kaffeeservice.

## Essgeschirr für unterwegs

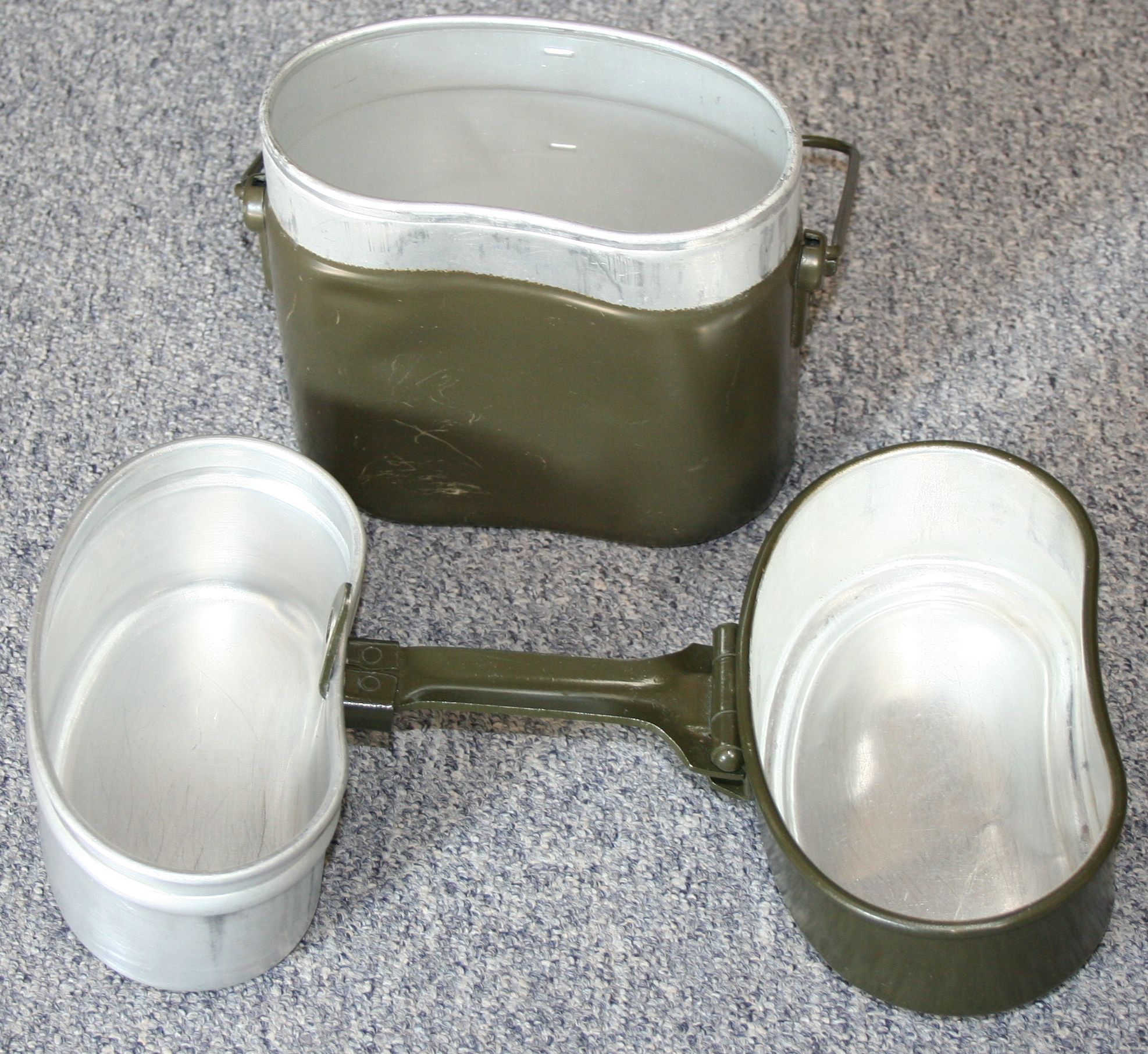
Essgeschirr der deutschen Bundeswehr

Kompaktes Essgeschirr für Militär, Camping oder Picknick verbreitete sich im 20. Jahrhundert. Der Henkelmann war in den 1950er und 1960er Jahren ein verbreitetes, zusammensteckbares und tragbares Essgeschirr für Arbeiter, das gleichzeitig zur Aufbewahrung der Speisen diente, ebenso wie die Thermoskanne für Heißgetränke.
So genannte Reiseservices gab es jedoch schon seit dem 17. Jahrhundert. Adlige führten auf Reisen bis ins 19. Jahrhundert hinein stets ihr eigenes Geschirr und Besteck in speziellen Koffern mit sich, da es in den Gasthäusern kein edles Geschirr gab und die Benutzung nicht standesgemäßer Teller, Trinkgefäße und Bestecke generell nicht in Frage kam. Einige dieser Koffer enthielten Tafelgeschirr für bis zu zwölf Personen. Enthalten waren auch diverse Utensilien wie Eierbecher, Gewürzgefäße, Schüsseln und Servierplatten. Besonders edle Reiseausstattungen dienten jedoch auch der reinen Repräsentation und waren Geschenke der Fürsten untereinander. Reisebecher sind daran zu erkennen, dass sie einen Deckel hatten.